# 贸易路线

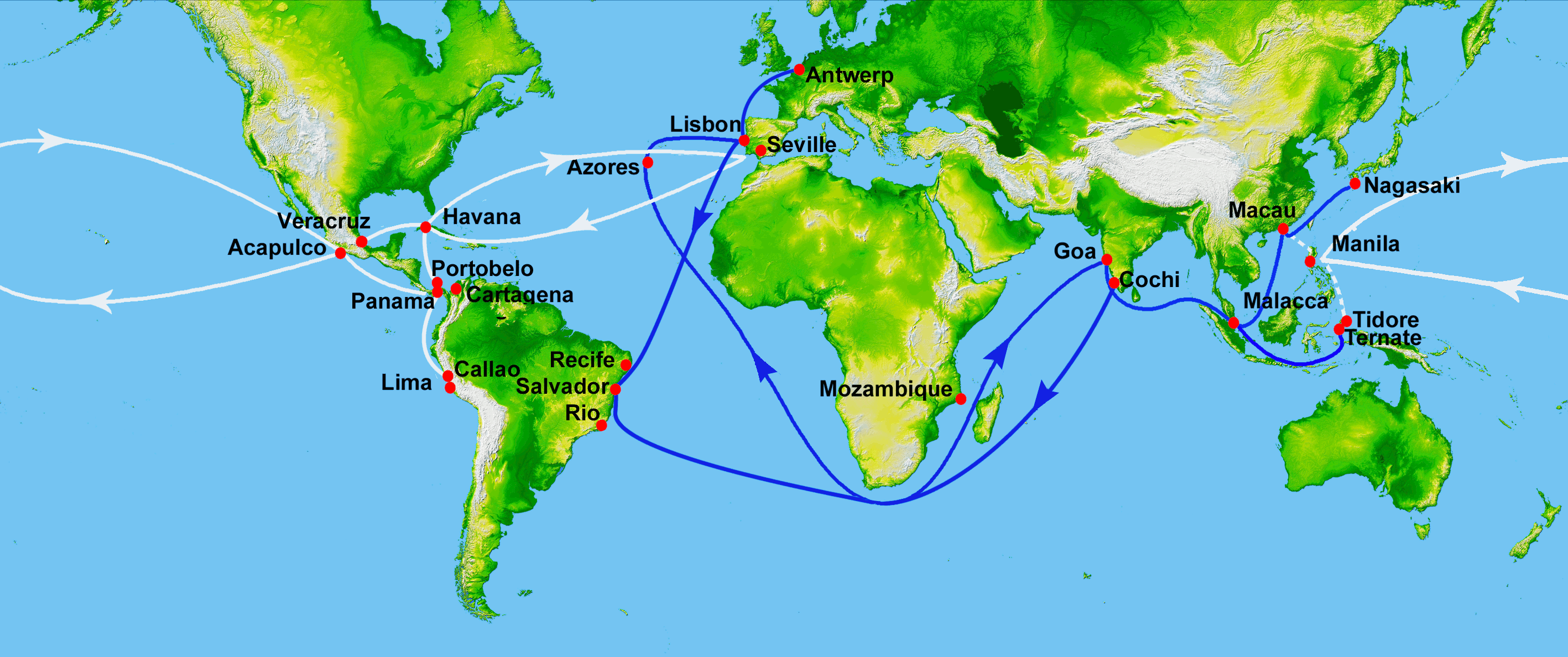
16世纪西班牙和葡萄牙帝国开辟的环球贸易路线

贸易路线（英語：trade route）是一个物流网络，被确定为用于货物商业运输的一系列路径和停靠点。该术语也可用于指代水体交易。允许货物到达遥远的市场，单一的贸易路线包含长途干线，可能进一步连接到较小的商业和非商业运输路线网络。著名的贸易路线包括琥珀之路，它是可靠的长途贸易网络。香料之路沿线的海上贸易在中世纪变得突出，当时各国诉诸军事手段来控制这条有影响力的路线。在中世纪，旨在保护商人和贸易利益的汉萨同盟等组织日益突出。
在现代，商业活动从旧世界的主要贸易路线转移到现代民族国家之间的新路线。这项活动有时是在没有传统贸易保护的情况下进行的，并且是根据国际自由贸易协定进行的，该协定允许商品在放宽限制的情况下跨境。近代的创新运输包括管道运输和比较知名的贸易，涉及铁路、汽车和货运航空公司。

## 历史

### 早起路线的开发

#### 海上贸易

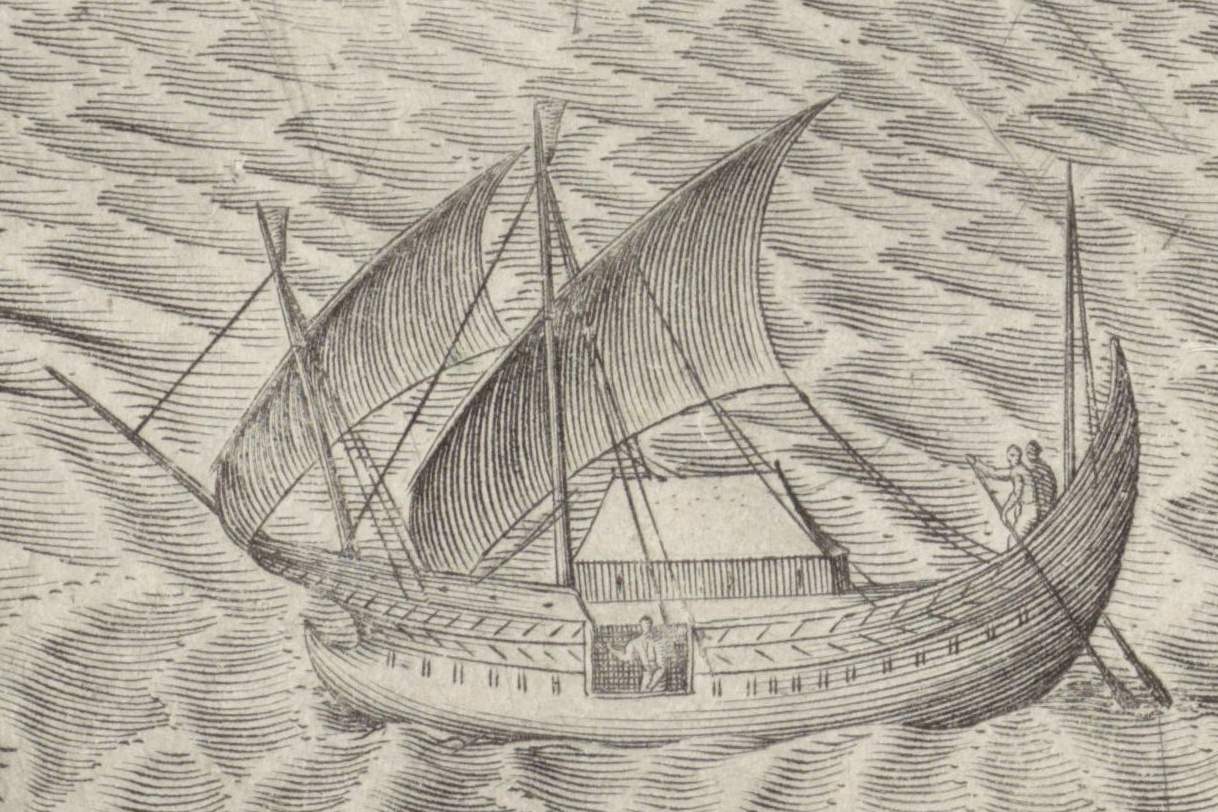
爪哇钟是11至17世纪之间活跃于东南亚的大型爪哇船只。这些船只配备了东南亚南尼西亚人特有的坦贾帆（tanja sail），展现了该地区独特的航海技术与文化传统。

公元前四千年至三千年间，苏美尔的航海活动广为人知。埃及人曾经开辟穿越红海的贸易路线，从“邦特之地”（东非）和阿拉伯地区进口香料。
亚洲海上贸易的最早证据来自南岛民族的新石器时代贸易网络，涵盖了菲律宾、台湾、越南南部和泰国半岛的菱镁玉产业。约自公元前500年起，南岛商人开辟了连接印度尼西亚、马来西亚、中国、南亚及中东的长途贸易路线。这条路线促进了东南亚香料和中国商品向西传播，以及印度教和佛教向东方传播。该路线后来被称为“海上丝绸之路”，但这一名称并不准确，因为沿线主要交易的是香料而非丝绸。许多南欧技术，如支腿船、双体船，以及南洋船舶相关术语，至今仍在印度洋沿岸多种文化中保留。

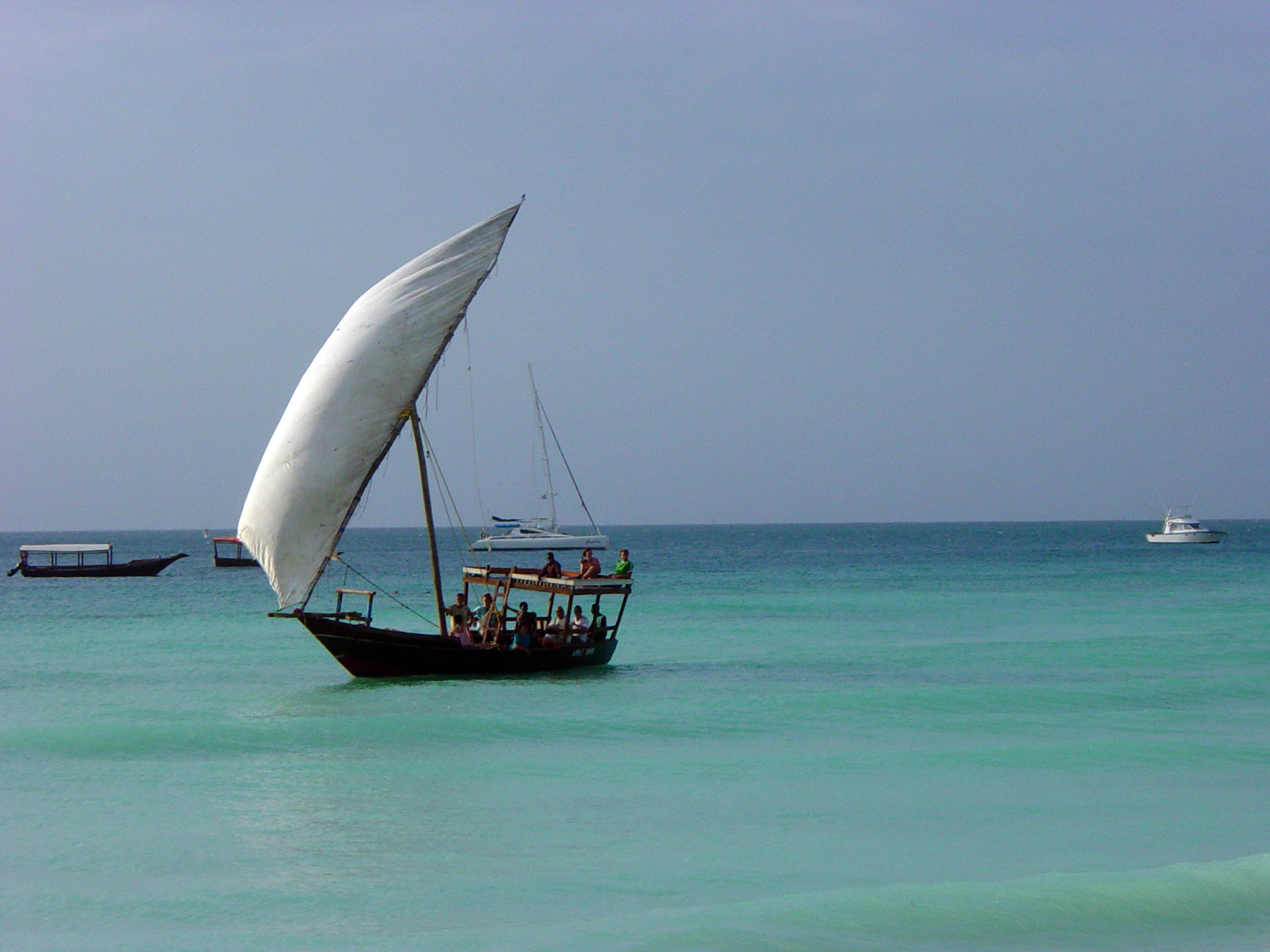
拉达尼人的大部分印度洋贸易都依赖于沿海货船，如这艘道船。

海上贸易起初以较安全的沿海贸易为主，随着对季风规律的掌握，贸易迅速扩展到跨越阿拉伯海和孟加拉湾等更广阔的区域。南亚拥有多条通往东南亚的海上贸易路线，这种多样性使得控制单一航线变得困难，从而避免了海上贸易的垄断。印度与东南亚各国的紧密联系，使其能够免受其他航线封锁的影响。印度与东南亚各国之间的联系，使印度能够避免被其他海上航线封锁。 公元前2世纪，罗马人通过利用海上贸易路线，能够进行散装商品的贸易。一艘罗马商船可以在一个月内横跨地中海，花费是陆路航线的六十分之一。

#### 可见的贸易路线

印度贸易网络的演变。主地图显示了莫卧儿时代以来的路线，嵌件A显示了主要的史前文化潮流，B：前毛里亚路线，C：毛里亚路线，D：公元1世纪的路线，E：发达道路的Z形区域。

安纳托利亚半岛位于亚洲通往欧洲的陆上商业通道以及连接地中海和黑海的海上航线上。公元前19世纪的记录显示，卡帕多西亚的卡内什（今土耳其境内）曾有亚述商人的殖民地存在。 早在公元前312年，罗马人在审查官Appius Claudius Caecus时期，建造了一张由硬质铺面高速公路组成的交通网络，这些道路采用火山灰和石灰制成的混凝土建造。地中海世界的部分地区、罗马不列颠、底格里斯-幼发拉底河流域以及北非，在历史上的某个时期都纳入了这一交通网络的范围。 

### 历史贸易路线

#### 陆路和水路综合路线

##### 香路
香路是印度、阿拉伯和东亚商品的贸易渠道。大约在公元前3世纪到公元2世纪之间，从南阿拉伯到地中海的香火贸易蓬勃发展。这种贸易对也门的经济至关重要，乳香和没药树被其统治者视为财富的来源。
托勒密埃及皇帝托勒密二世·菲拉德尔弗斯可能与利哈亚人结盟，以确保德丹的香路线，从而将香火贸易从德丹改道到红海沿岸的埃及。I.E.S. Edwards 将叙利亚-以法莲战争与以色列人和亚兰人希望控制香料路线北端的意图联系起来。这条香料路线起始于阿拉伯南部，其北段可由外约旦地区的指挥官加以掌控和利用。

## 笔记
1. ↑  Denemark 2000: 208
2. ↑  Rawlinson 2001: 11–12.
3. ↑  Blench, R.; Spriggs, Matthew (编). . One world archaeology. London ; New York: Routledge. 1997. ISBN 978-0-415-11760-9.
4. ↑  . American Journal of Ophthalmology. 1974-06, 77 (6)  [2025-06-25]. ISSN 0002-9394. doi:10.1016/0002-9394(74)90444-9.
5. ↑  Guy, John. Baptiste, Pierre; Becker, Lawrence; Bellina, Bérénice , 编. . Metropolitan Museum of Art Second printing. New York, New York: The Metropolitan Museum of Art. 2014. ISBN 978-1-58839-524-5.
6. ↑  . www.aurlaea.com.   [2025-06-25].
7. ↑  Toutain 1979: 243.
8. ↑  Scarre 1995.
9. ↑  Stearns 2001: 37.
10. ↑  Roman road system (Encyclopædia Britannica 2002).
11. ↑  Suber, Peter. . doi.org. 2007-12-11  [2025-06-25].
12. ↑  Centre, UNESCO World Heritage. . UNESCO World Heritage Centre.   [2025-06-25] （英语）.
13. ↑  Kitchen 1994: 46.
14. ↑  Edwards 1969: 329.